# Майдан святого Петра

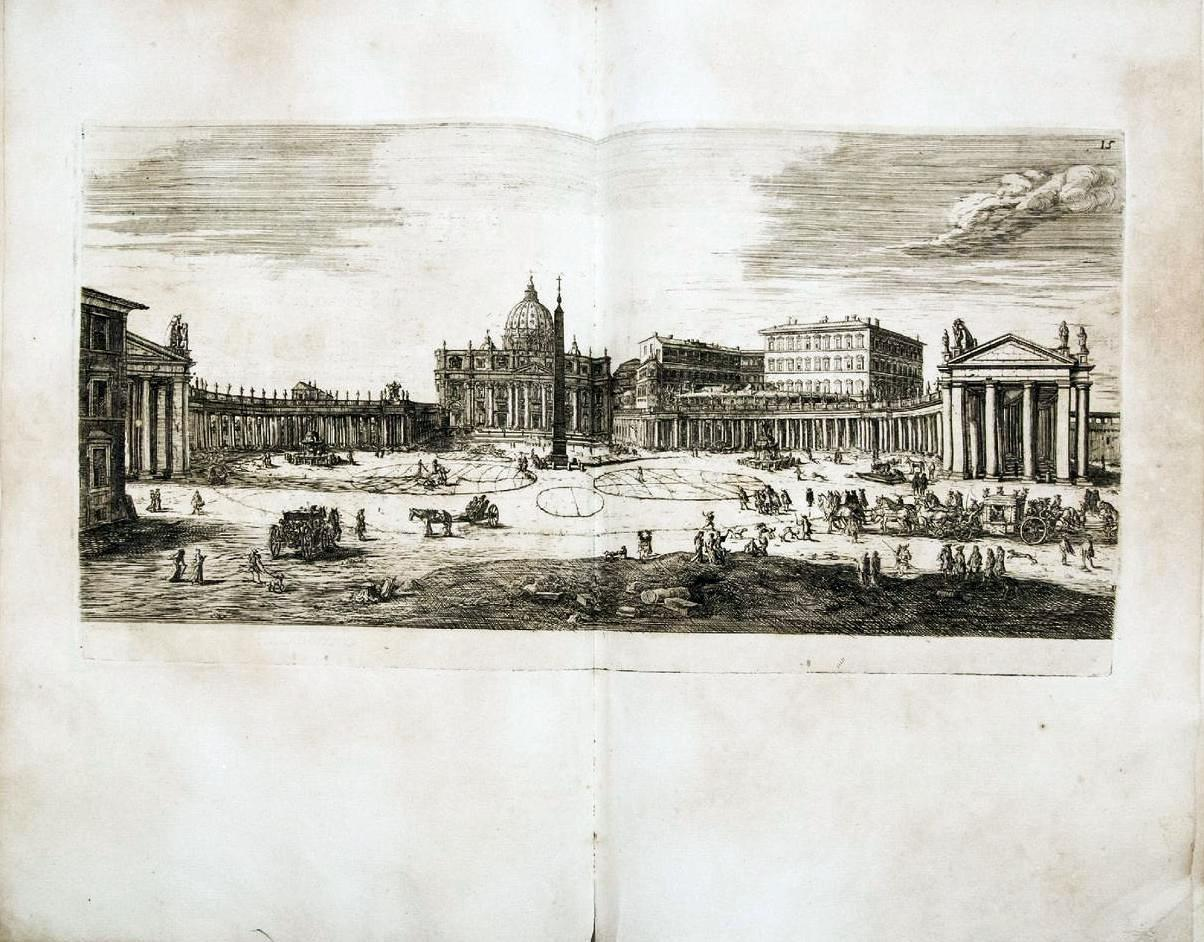
Майдан святого Петра у 1685 році

Майдан свято́го Петра́, або П'я́цца Сан П'є́тро (італ. Piazza San Pietro) — грандіозний майдан у вигляді двох симетричних півкругів, розбитий перед базилікою Св. Петра в Римі за проєктом Берніні в 1656—1667. Тут збираються натовпи вірників, щоб слухати виступи понтифіка.
У 1930-му Беніто Муссоліні проклав від Замку Святого Ангела на площу широку вулицю Примирення (італ. Via della Conciliazione).
Майдан обрамляє спроєктована Берніні напівкругла колонада Тосканського ордера. Посередині — єгипетський обеліск, привезений в Рим ще імператором Калігулою. У 1585 за папи Сікста V поставлений архітектором Доменіко Фонтана на теперішнє місце. Це єдиний обеліск у місті, який простояв в незмінному вигляді аж до Відродження. Середньовічні римляни вважали, що в металевій кулі на вершині обеліска зберігається прах Юлія Цезаря. Від обеліска по бруківці розходяться промені з травертина, влаштовані так, щоб обеліск виконував роль гномона.